# 이레 (배우)
이레(李레, 2006년 3월 12일 ~ )는 대한민국의 배우이다.

## 생애
2012년 드라마 《굿바이 마눌》로 데뷔하였고, 2013년 ‘조두순 사건’을 모티브로 한 이준익 감독의 영화 《소원》에서 주인공 소원 역할을 맡았으며, 어린 나이에도 풍성한 감정 연기로 평단과 관객에게 모두 호평을 받았다. 이 영화에서 힘든 사건을 딛고 일상을 찾아가는 아이의 감정으로 표현해내며 2014년 베이징 국제 영화제에서 여우조연상을 수상하였다. 이후 영화 《개를 훔치는 완벽한 방법》, 《오빠생각》과 드라마 《육룡이 나르샤》 등으로 주목받았다.
2020년에 개봉된 영화 《반도》에서 큰 인기를 얻었다.

## 학력
- 선창초등학교 2013년 3월 ~ 2015년 4월 (전학)
- 인천가현초등학교 2015년 4월 ~ 2015년 7월 (전학)
- 서울창천초등학교 2015년 8월 ~ 2016년 10월 (전학)
- 국제크리스쳔학교 2016년 10월 ~ 2020년 (중퇴)
- 고등학교 졸업학력 검정고시 (합격)
- 중앙대학교 2023년 3월 ~ (재학)

## 필모그래피

### 영화
- 2013년 영화 《소원》 ... 임소원 역
- 2014년 영화 《개를 훔치는 완벽한 방법》 ... 지소 역
- 2016년 영화 《오빠 생각》 ... 순이 역
- 2017년 영화 《너의 이름은.》 ... 미야미즈 요츠하 역 (한국어 더빙)
- 2018년 영화 《7년의 밤》 ... 오세령 역
- 2019년 영화 《증인》 ... 경희 역
- 2019년 영화 《걸캅스》 ... 어린 조지혜 역 (이성경 아역)
- 2020년 영화 《반도》 ... 황준이 역
- 2024년 영화 《사흘》 ... 차소미 역
- 2025년 영화 《괜찮아 괜찮아 괜찮아!》 ... 인영 역

### 드라마
| 연도        | 방송사  | 제목                                    | 역할              | 비고               |
| ----------- | ------- | --------------------------------------- | ----------------- | ------------------ |
| 2012        | 채널A   | 《굿바이 마눌》                         | 보육원 아이, 민서 | 단역               |
| 2012        | SBS     | 《추적자 THE CHASER》                   | 윤승은            | 6회 출연           |
| 2012 ~ 2013 | MBC     | 《오자룡이 간다》                       | 김별              | 129부작            |
| 2015        | tvN     | 《슈퍼대디 열》                         | 차사랑            | 16부작             |
| 2015        | SBS     | 《육룡이 나르샤》                       | 어린 분이         | 1~4회 출연         |
| 2016        | SBS     | 《돌아와요 아저씨》                     | 김한나            | 16부작             |
| 2017        | KBS2    | 《마녀의 법정》                         | 어린 마이듬       | 특별출연(1회, 8회) |
| 2018        | KBS2    | 《라디오 로맨스》                       | 어린 송그림       | 1회, 6~8회 출연    |
| 2018~2019   | tvN     | 《알함브라 궁전의 추억》                | 정민주            | 16부작             |
| 2020        | tvN     | 《스타트업》                            | 어린 원인재       | 1회 출연           |
| 2021        | KBS2    | 《안녕? 나야!》                         | 17세 반하니       | 16부작             |
| 2021        | Netflix | 《무브 투 헤븐: 나는 유품정리사입니다》 | 차은별 (나비소녀) | 10회 출연          |
| 2021        | tvN     | 《홈타운》                              | 조재영            | 12부작             |
| 2021        | Netflix | 《지옥》                                | 진희정            | 6부작              |
| 2022        | tvN     | 《O'PENing》- 스톡 오브 하이스쿨        | 안형인            | 단막극             |
| 2023        | tvN     | 《무인도의 디바》                       | 서목하            | 박은빈 아역        |
| 2025        | tvN     | 《신사장 프로젝트》                     | 이시온            | 12부작             |

## 연기 외 활동

### 방송
| 연도 | 방송사 | 제목        | 역할   | 비고                                          |
| ---- | ------ | ----------- | ------ | --------------------------------------------- |
| 2014 | SBS    | 도전 1000곡 | 게스트 | 1월 5일                                       |
| 2020 | 유튜브 | 문명특급    | 게스트 | 7월 9일                                       |
| 2021 | JTBC   | 아는 형님   | 게스트 | 1월 30일 (최강희, 김영광, 음문석과 함께 출연) |

### 음반
| 연도 | 음반명                                                                      |
| ---- | --------------------------------------------------------------------------- |
| 2014 | - 영화 《개를 훔치는 완벽한 방법》 OST '집이 좋아' (발매일: 2015년 3월 4일) |
| 2016 | - 영화 《오빠 생각》 OST '고향생각' (with 정준원), '오빠생각'               |

### 화보

#### 2015년
- 복나비 (with 남다름)

#### 2016년
- W 1월호

#### 2020년
- 씨네21 7월호 (1263호) (씨네21×영화《반도》콜라보레이션 화보) (with 연상호 감독, 강동원, 이정현, 권해효, 김민재, 구교환, 김도윤)
- DAZED 9월호
- Marie Claire 10월호

#### 2021년
- VOGUE 1월호
- Marie Claire 6월호 (Marie Claire×씨제스엔터테인먼트 콜라보레이션 화보) (with 유태오, 홍승희, 라미란, 엄지원, 이재욱, 박병은, 류준열, 문소리, 이봉련)

## 수상 및 후보
| 연도 | 시상식                       | 부문                     | 작품                    | 결과 | 비고  |
| ---- | ---------------------------- | ------------------------ | ----------------------- | ---- | ----- |
| 2014 | 베이징 국제영화제            | 여우조연상               | 소원                    | 수상 | [ 2 ] |
| 2014 | 제9회 맥스무비 최고의 영화상 | 최고의 여자신인배우상    | 소원                    | 후보 |       |
| 2014 | 제50회 백상예술대상          | 영화부문 여자 신인연기상 | 소원                    | 후보 |       |
| 2015 | 마리끌레르 영화제            | 여자 신인상              | 개를 훔치는 완벽한 방법 | 수상 |       |
| 2015 | 제52회 대종상                | 신인여우상               | 개를 훔치는 완벽한 방법 | 후보 |       |
| 2017 | KBS 연기대상                 | 여자 청소년연기상        | 마녀의 법정             | 수상 |       |
| 2018 | KBS 연기대상                 | 여자 청소년연기상        | 라디오 로맨스           | 후보 |       |
| 2020 | 제25회 춘사영화제            | 여우조연상               | 반도                    | 후보 |       |
| 2020 | 제29회 부일영화상            | 여자 인기스타상          | 반도                    | 후보 |       |
| 2020 | 제29회 부일영화상            | 여우조연상               | 반도                    | 수상 |       |
| 2021 | 제41회 청룡영화상            | 여우조연상               | 반도                    | 후보 |       |
| 2021 | 제57회 백상예술대상          | 영화부문 여자 조연상     | 반도                    | 후보 |       |
| 2021 | KBS 연기대상                 | 청소년 연기상            | 안녕 나야               | 수상 |       |